# Starkey (Oregon)
Starkey az Amerikai Egyesült Államok északnyugati részén, Oregon állam Union megyéjében elhelyezkedő önkormányzat nélküli település.
Eredetileg Daleyville-nek nevezték volna, de a posta ezt elutasította. A postahivatal 1879 és 1935 között működött. A település névadója a hivatal első vezetője, az 1870-es években itt letelepedő John Starkey.
1919-ben ötven, 1931-ben pedig 75 lakosa volt. Itt volt a Mount Emily Lumber Company székhelye. A faipar miatt a népesség az 1940-es években ugrásszerűen növekedett, de 1955-ben a helységet a Valsetz Lumber Company felszámolta.

## Fordítás
- Ez a szócikk részben vagy egészben  a   Starkey, Oregon című angol Wikipédia-szócikk ezen változatának fordításán alapul.  Az eredeti cikk szerkesztőit annak laptörténete sorolja fel. Ez a jelzés csupán a megfogalmazás eredetét és a szerzői jogokat jelzi, nem szolgál a cikkben szereplő információk forrásmegjelöléseként.